# Maurits Cornelis van Hall (1836-1900)
Maurits Cornelis van Hall (Amsterdam, 31 januari 1836 - Amsterdam, 18 december 1900) was een Nederlandse advocaat, bankier en politicus.
Maurits van Hall, zoon van Anne Maurits Cornelis van Hall en Helena Suzanna van Schermbeek, studeerde Romeins en hedendaags recht te Utrecht en promoveerde aldaar in 1858. Hij was van 1858-1863 advocaat te Amsterdam, hierna was hij mede-directeur van de Nederlandse Crediet- en Depositobank, mede-oprichter en directeur van het Amsterdamse filiaal van de Banque de Paris et des Pays-Bas. Van 1883 tot zijn dood was hij, als liberaal, lid van de Provinciale Staten van Noord-Holland en van 1896 tot zijn dood lid van de Eerste Kamer der Staten-Generaal. Tijdens het ruim vierjarig lidmaatschap van de Eerste Kamer heeft hij nimmer het woord gevoerd. Omstreeks 1895 was hij ook heemraad van de Rijnenburger Grift.

## Persoonlijk
Hij trouwde in 1864 in Zwolle met Debora Cremer Eindhoven (1843-1906), halfzus van schrijfster Mena Elisabeth Cremer Eindhoven (1855-1931).
Maurits Cornelis Van Hall was Ridder in de Orde van de Nederlandse Leeuw en Ridder in de Huisorde van de Gouden Leeuw van Nassau.
- Biografisch Portaal: 51103932
- Parlement.com: vg09ll1dklyf